# Maaike Polspoel
Maaike Polspoel (Vilvoorde, 28 de març de 1989) és una ciclista belga professional des del 2008 i actualment a l'equip Lensworld-Kuota.

## Palmarès en pista
- 2011
  -  Campiona de Bèlgica en Persecució per equips (amb Else Belmans i Kelly Druyts)

## Palmarès en ruta
- 2011
  - Vencedora d'una etapa al Boels Ladies Tour
- 2013
  - 1a a la Fletxa d'Erondegem
- 2014
  - 1a al Trofeu Maarten Wynants
  - 1a a l'Omloop der Kempen